# Имшенецкий, Александр Иосифович
Александр Иосифович Имшенецкий (1807—1896) — государственный и военный деятель Российской Империи, генерал-лейтенант, участник русско-турецкой войны 1828—1829 годов и подавления восстания в Польше в 1831 году.

## Биография
Родился в 1807 году.
В военную службу вступил 14 декабря 1824 года.
В 1827 году награждён орденом св. Анны 4-й степени «За храбрость». Принимал участие в русско-турецкой войне 1828—1829 годов и подавлении восстания в Польше 1830—1831 годов.
При императоре Александре Николаевиче Ишменецкий служил по ведомству Государственного коннозаводства, был начальником Стрелецким государственным конским заводом и затем членом совета Главного управления Государственного коннозаводства. 4 апреля 1865 года произведён в генерал-майоры и 14 декабря 1874 года — в генерал-лейтенанты.
В начале 1880-х годов был зачислен в запас.
Скончался в Санкт-Петербурге 22 мая 1896 года, похоронен на Смоленском православном кладбище.

## Награды
Среди прочих наград Имшенецкий имел ордена:
- Орден Святой Анны 4-й степени (1827 год)
- Польский знак отличия за военное достоинство (Virtuti Militari) 4-й степени (1831 год)
- Орден Святого Георгия 4-й степени (26 ноября 1850 года, за беспорочную выслугу 25 лет в офицерских чинах, № 8528 по списку Григоровича — Степанова).
- Орден Святого Станислава 2-й степени (1859 год)
- Орден Святой Анны 2-й степени (1864 год)
- Орден Святого Владимира 3-й степени (1867 год)
- Орден Святого Станислава 1-й степени (1869 год)
- Орден Святой Анны 1-й степени (1872 год)